# واکنش وول–آئو
واکنش وول–آئو (به انگلیسی: Wohl–Aue reaction) یک واکنش آلی بین یک ترکیب آروماتیک نیترو دار و یک آنیلین در حضور یک ماده قلیایی است که منجر به تولید یک فنازین می‌شود. یک مثال واکنش بین نیتروبنزن و آنیلین است:
این واکنش به افتخار آلفرد وول و دبلیو. آو نامگذاری شده‌است.